# Corneille du Corbier
Corneille (Kees) du Corbier (29 augustus 1917 - Apeldoorn, 28 februari 1945) was een Nederlandse verzetsstrijder. Hij opereerde in de Tweede Wereldoorlog als hulpmarconist.
Corbier was de marconist van de BI-agent Herman Leus. Zij zaten ondergedoken in Garderbroek. In het najaar van 1944 waren de Duitsers vermoedelijk als gevolg van verraad achter hun schuilplaats gekomen. Het kwam tot een vuurgevecht toen zij de woning naderden, maar Leus, Corbier en een derde man konden ontkomen. Zij vonden onderdak bij de familie-Born in het gehucht Drie. 
Als gevolg van verraad door de gearresteerde verzetsleider Berend Dijkman hadden de Duitsers lucht gekregen van deze locatie. Zij legden een hinderlaag bij een nabijgelegen "bunker" die voor verzetsactiviteiten was ingericht. Van de drie verzetsmensen die de bunker naderde werd er een meteen doodgeschoten. In het huis van de familie-Born werden Leus en Corbier samen met een aantal andere onderduikers en familieleden opgepakt. Corbier probeerde nog te vluchten en sprong van de vrachtwagen af, maar werd in de buik geschoten. Hij overleed 10 weken later in het Kriegslazarett in Apeldoorn. Hij ligt begraven op het Ereveld Loenen.